# Tisza-kastély (Geszt)

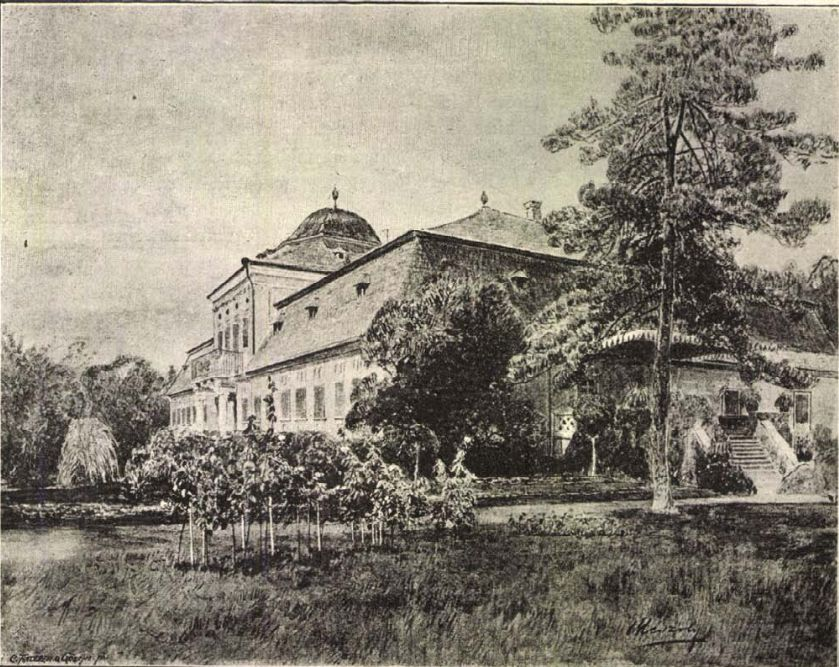
A kastély Mészöly Géza festményén

A Tisza-kastély Geszten kezdetben földszintes, később középen 2 emeletes barokk- és copfstílusú kastély. 1760 körül kezdték meg építését, majd minden tulajdonosa alakított rajta egy kicsit. Barokk átépítése 1800 körül volt.
Geszt a 14. századtól kezdve Fekete-Geszt néven a Csáki-féle nagy Bihar vármegyei birtokokhoz tartozott, a 18. század első felében egy időre a jezsuiták birtoka volt. A kastély északkeleti szárnya már ebben az időben is fennállt. Teljes felépítője a 18. század végén Tisza László főjegyző volt.

## A birtok története
1590-ben Báthory Zsigmond erdélyi fejedelem a Tisza családnak ajándékozta Ágya és Kisjenő falvakat hűségük jutalmául, később azonban a törökök elvették tőlük. Így a Tisza-birtokok Rinaldo herceg tulajdonává váltak. Tisza visszakövetelte a családi földet. Először elutasították kérelmét, viszont amikor III. Ferenc elpártolt a Habsburgoktól, Mária Terézia 1742-ben elkoboztatta birtokait. 1748-ban Tisza újra beadta kérelmét, majd 1759-ben Lehoczky Dáviddal megnyerte a pert. De nem a régi családi tulajdont kapta vissza, hanem más felajánlott falvakat és pusztákat, többek között Gesztet. 1761 elején megkezdték a birtokközpont kialakítását. Az épület megépítése után - több kisebb átalakítás kivételével - nyugalmas évek következtek. 1925-ben a Tisza örökösök 4000 katasztrális holdját a Geszti Bérgazdaság Rt. és Fried Ignác magánvállalkozó bérelte. 1935-ben a terület egy részét a katona Tisza István özvegye és második férje Rakovszky Iván bérelte. 1938-ban a kastélyt Tisza (V.) István fia, Kálmán-Lajos lakta, aki az Egyesült Államokba költözött, amikor megnősült. 1945-ben az államosított kastély a Debreceni Egyetem fennhatósága alá került. 1949-ben a Zsadányi Állami Gazdaság kapta meg.

## Az épület

### 18. század
1769-ben, a család beköltözésekor még nem volt földesúri lakház, és a mai kastély magját képező kúria sem állt. A kúriát Tisza csak akkor tudta felépíteni, mikor szerzett két taxás telket Geszten. Egyiken felépíttette a kúriát, később a másikon az angolkert lett. A 18. század második felében vett még egy beltelket a faluban, később ezen volt a tiszttartói ház. 1772-ben a kúria barokk stílusban épült fel, amit később többször is átalakítottak. Az épület már a 18. század végén is L alaprajzú volt, mert mindkét végén a korra jellemző boltozatos helyiségek találhatók. Mindkét szárny alatt pince van, ezekből megállapítható, hogy a nyugati szárny régebbi. Lehetséges, hogy a nyugati és a keleti szárny északi vége eredetileg önálló épület volt, amelyet utóbb kötöttek össze. 1772-ben a főjegyző Tisza László örökölte a birtokot. A 18. század vége felé a kastély fő szárnyának középső traktusa, a kocsiáthajtó fölé négytengelyes, klasszicizáló késő barokk stílusú pavilont építtetett. A pavilon tervezője Czigler Antal. 1831-ben az alispán Tisza Lajos örökölte az uradalmat. Földbirtokossága alatt lakott és működött tiszttartóként a kastélyban Dipold Antal honvédtiszt, akit báró Haynau 18 év várfogságra ítélt.

### 19. század
1856-ban Tisza (I.) Lajos elhunyt. Négy évvel később elkészült a kastély keleti szárnyának külső terasza, amelyet áttört, fonatos kőmellvéd szegélyez (felette egykor függesztett tető volt). A terasz állítólag egy Degenfeld-kastély teraszának mintájára készült. Tisza Kálmán, ekkor lett a birtok tulajdonosa.

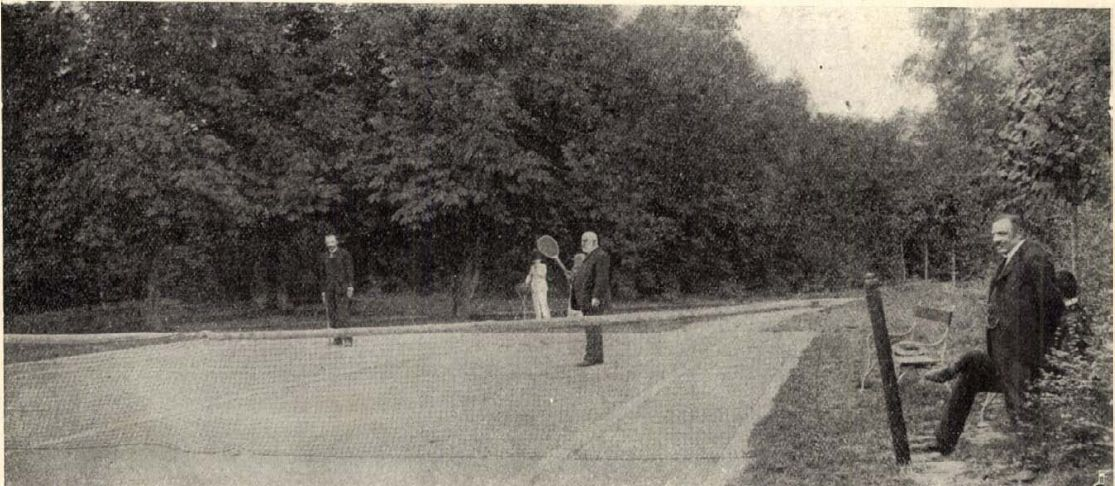
Teniszpálya a kastély parkjában

Az 1860-as évek elején az addig földszintes épület közepén egy emeletet húztak fel, és a kastélynak az utca felőli déli bejáratát beépíttették. E bejárat helyére került Tisza Kálmán miniszterelnök dolgozószobája. A dolgozószobából balra egy kis öltözőn át a pipázóba lehetett jutni; ez volt a reggeliző hely, és ebéd után vagy a teraszon vagy itt szolgálták fel a fekete kávét, illetve vacsora után a teát. Ezután volt található a nagy ebédlő, melyet a bútorzaton kivül családi képek és két nagy könyvszekrény ékesített. Az ebédlőből balra nyílt a nagy szögletszalon, pompás növénydiszitéssel; majd a grófnő kis dolgozószobája. A dolgozószobából van a kijárat a tágas teraszra, mely újabb épités volt, és amelyről néhány lépcső vezetett le a parkba. Délután és esténként ez volt a család legkedvesebb tartózkodási helye. Nyáron a majdnem mindennapos kikocsizásoknál, a vendégek elmenetelekor és érkezésekor ez volt az induló- és váróhely. A dolgozószobából továbbmenve voltak a háló-, öltöző- és gyermekszobák. A miniszterelnök dolgozószobájától jobbra, egy, az egész kastélyt körülfutó folyosó mentén két oldalról voltak a tanuló nagyobb fiuk és a nevelők szobái, valamint a vendégszobák. Az épület emeletes közepén, az úgynevezett pavilonban levő négy szoba vendégek számára volt berendezve. A kastélytól keletre és északra terült el a tágas park, melynek egy része szőlőskert volt. A parkot üvegház, kertészlak, és számos szép sétáló- és pihenőhely ékesítette, valamint játszóhely és teniszpálya is megtalálható volt benne.
Az 1856–1866-os második katonai felmérés térképén jól kivehető a kúria L alakú tömbje, mögötte a gazdasági épületek, mögöttük pedig a park. Tisza Kálmán birtokossága idején a keleti szárny és a konyhaépület között folyosó épült az ételek fedett helyen történő szállítása végett. A kastély eredetileg zsindelyes tetejét kicserélték, és a pavilon kivételével – aminek manzárdos tetőszerkezetét bádoggal fedték – palával burkolták. A kerítés építésére 1890 körül került sor.

### 20. század
1902-ben gróf Tisza (IV.) Istváné lett a geszti kastély és azt csak kis mértékben alakíttatta át. Az épület belső udvarán a szárnyak találkozásánál álló teraszt minden bizonnyal a gróf emeltette. Ekkor került sor a kastély korszerűsítére: bevezették az áramot (az épület mellett egy aggregátorral működő villanytelepet létesítettek), elhelyeztek a padlástérben egy Knuth Károly által tervezett új hideg-meleg vizes tartályt és bekötötték a telefonvonalat (hívószám: Mezőgyán 3.). 1938-ban a kastélyt (V.) István idősebb fia, Kálmán-Lajos lakta. Az ő ideje alatt cserélték ki az ajtókat és az ablakokat, amiket Szabó József készített. Kálmán-Lajos néhány év múlva az Egyesült Államokba költözött. 1945 körül a kastély teljes berendezése megsemmisült. Az egykor Arany János által lakott kerti házat lebontották. 1949-ben általános iskolát és művelődési házat helyeztek el a kastélyban. 1951-ben 24 helyiség volt az épületben. 1960-ban a községi könyvtárat is itt rendezték be.

### Arany János kerti lakja

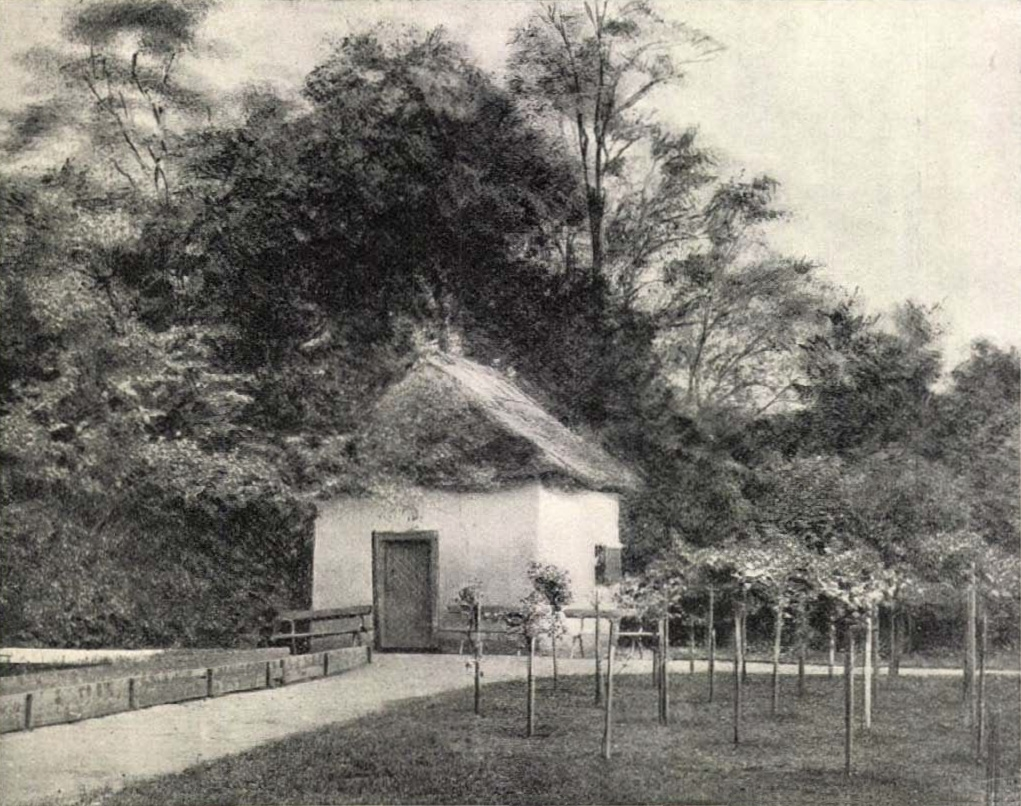
Arany János kerti lakja

A kastélytól észak felé, a parkban, a kuglizó mellett volt egy kis regényes fekvésű kerti ház, amelyben 1850-ben több hónapig lakott saját választása folytán Arany János költő, aki akkor a család felkérésére a fiatal Tisza Domokos nevelőjeként vezette be az ifjút az esztétikai tanulmányokba. Arany a kastély pavilonjának egyik szobácskájában lakott, de néha, hogy a zajt elkerülje, a kerti lakban aludt. A ház falára 1911-ben Tisza István márványtáblát készíttetett azzal a szöveggel, hogy „Itt lakott Arany János 1851. és 1852 nyarán.” A kis ház egyetlen szobából állt. Mindent eredeti állapotában hagytak meg. „A szobában minden a maga helyén. Kis pettyes kartonfüggöny az ablakon, a fehérhuzatos párnák szépen kirakva az asztalra, hogy szellőzzenek, az idő rajtuk ne fogjon. Nagy karosszék a szögletben, egykorú képek a falon, egy Schakespeare-könyv a kis asztalkán, öblös tajtékpipa fönn a pipatartóban, háromlábú mosdó fehér zómáncos lavórral és az ágy lábánál ott van a csizmahuzó. Ragyogó tisztaság a kis szobában.”
E kis laknak a neve a kastélyban Stándli-ház volt. Nevét Steindl váradi kanonoktól, egy tudomány- és természetkedvelő paptól vette, ki még az idősebb Tisza László idejében mint a család vendége gyakran járt ki Váradról Gesztre, és akinek a kívánságára építették e tulajdonképpen nádkunyhót ábrázoló kis idilli lakot. Két oldalról a park bokrai ós fái vették körül, míg egy oldalon szőlőskert volt mellette; elébe pedig már az Arany elmenetele után jóval később épült kuglizó került. A lakot Mészöly Géza is megörökítette egy festményen.

### A kert
Azon két taxás telek egyik felén alakították ki, amit az első birtokos a beköltözése után vásárolt. Ő alakította ki az angolkertet. Itt volt Arany János kerti lakja, amit 1944 körül leromboltak, de néhány éve újraépítettek. A 15 hektáros kertet a 19. század elején alakították ki egy kisebb erdőrészből, aminek meghagyták eredeti kocsányos tölgyeit, juharfáit és kőriseit. A 2. világháború végén a legtöbb fát kivágták. Területe napjainkban már csak 5,4 hektárt tesz ki (a többi a Körös-Maros Nemzeti Park területén van). Egykor locsolóhálózattal volt ellátva, hátsó részén pálma- és üvegházak álltak. A kastély fő homlokzata előtt két nagyméretű platánfa található. A parkban tiszafasor, tölgy-, japánakác-, kőris- és juharfa is látható. A kastélytól távol eső részek mára teljesen elvadultak.

## Galéria
- A kastély távlati nézete
- A főbejárat
- A veranda
- Tisza István dolgozószobája